# Klášterská Lhota

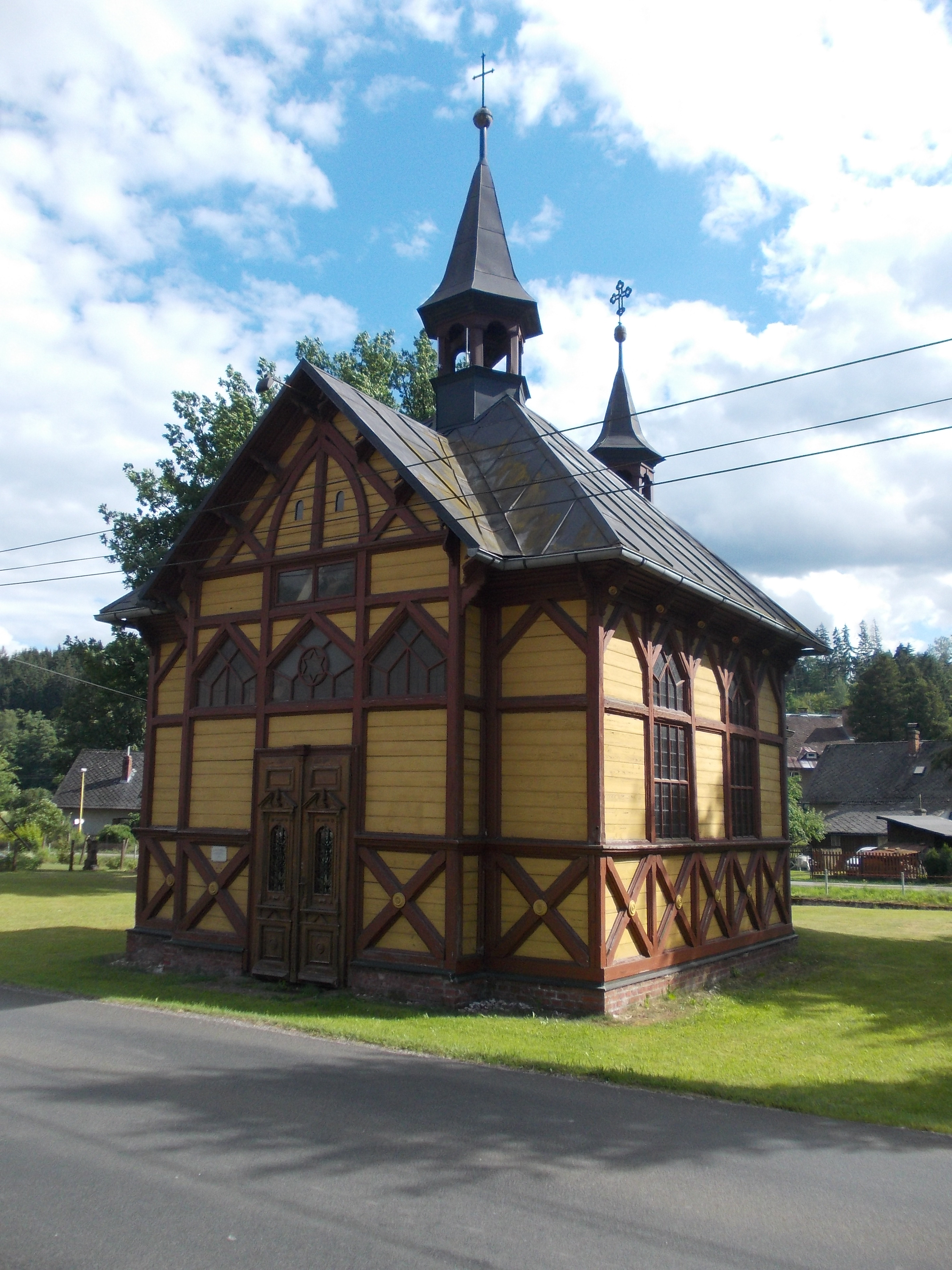
Kapelle hl. Dreifaltigkeit

Klášterská Lhota (deutsch Mönchsdorf) ist eine Gemeinde in Tschechien. Sie liegt fünf Kilometer nordwestlich von Hostinné und gehört zum Okres Trutnov.

## Geographie
Klášterská Lhota befindet sich am rechten Ufer der Elbe im Riesengebirgsvorland. Im Süden erhebt sich die Sionka (458 m), westlich der Na Lánech (470 m) und im Nordwesten die Šance (462 m). Am südlichen Ortsrand verläuft die Bahnstrecke Velký Osek–Trutnov.
Nachbarorte sind Malý Lánov im Norden, Prosečné im Nordosten und Osten, Dobrá Mysl, Hostinné, Na Poště, Dolní Olešnice und Prostřední Olešnice im Südosten, Horní Olešnice und Slemeno im Süden, Dolní Kalná im Südwesten, Záseky, Na Hrádku, Prašivka und Horní Kalná im Westen sowie Příčnice und Kunčice nad Labem im Nordwesten.

## Geschichte
Das Dorf wurde ursprünglich als Heinrichow bezeichnet. Es entstand wahrscheinlich vor 1250 zusammen mit dem ehemals im Elbtal zwischen Klášterská Lhota und Dobrá Mysl gelegenen Kloster Heinrichsau als Gründung des Benediktinerklosters Opatowitz. Neben Heinrichow gehörten zum Besitz des Klosters noch die Dörfer Kunčice, Slemeno, Přední Ždírnice und Zadní Ždírnice, die zur Propstei Wrchlab zusammengefasst wurden. Die Bewirtschaftung der in den Grenzwäldern gelegenen Güter gelang wenig ertragreich, so dass das Kloster verkam und die Mönche davonliefen. Der neue Opatowitzer Abt Jan Neplach beendete 1348 die Unordnung in der nur noch von sieben Brüdern und dem Propst bewirtschafteten cella sancta Maria in Albea seu Vorchlab olim Heynrichs und untersagte den Brüdern zugleich das Verlassen des Klosters ohne Erlaubnis des Propstes. 1372 wurde der Klosterbesitz um das Dorf Kalná erweitert und 1381 auch noch Čistá zugekauft. Zu Beginn der Hussitenkriege erlosch die Propstei Wrchlab. Wahrscheinlich wurde das Kloster St. Procop bereits 1421 durch die Besitzer der benachbarten Herrschaft Arnau, die Brüder Johann und Hynek Kruschina von Lichtenburg zerstört, ältere Quellen geben eine Zerstörung aus Rache für eine misslungene Belagerung von Arnau durch Jan Žižka im Jahre 1424 an. Da in dieser Zeit auch das Mutterkloster vernichtet worden war, wurde das Kloster in Heinrichsau nie wieder aufgebaut.
1436 erhielt Hynek Kruschina von Lichtenburg die Güter der erloschenen Propstei Wrchlab, darunter auch Lhota als Pfandbesitz. Dieses Pfand ging 1466 an die Brüder Hynek und Jindřich von Waldstein über, die es an ihre Herrschaft Štěpanice anschlossen. Nach der Verlegung des Herrschaftssitzes gehörte Lhota zur Herrschaft Horní Branná. In der ersten Hälfte des 16. Jahrhunderts lag das Dorf wüst und wurde 1515 als wes lhotta pusta und 1523 als klasstercze pustay blize Hostinneho bezeichnet. Nach seiner Wiederbesiedlung wurde der Ort  1587 Minxdörffel, 1601 Münichsdörfle, 1633 Kloster Lhota und 1655 Münchsdörffl genannt. Die Bewohner lebten zunächst von der Berglandwirtschaft, seit der Mitte des 17. Jahrhunderts kam die Heimweberei als Nebenerwerbsquelle hinzu. Zu dieser Zeit bestand die Einwohnerschaft etwa hälftig aus Deutschen und Tschechen. Nach der 1701 erfolgten Vereinigung der Herrschaften Horní Branná und Jilemnice wurde Münchsdörffl nach Jilemnice untertänig. 1716 wurde der Ort als Müngsdorff, später als Möndisdorf / Klášterská Lhota bezeichnet. Ab 1791 wurde in einem Privathaus unter dem Patronat des Gutes Čistá Schulunterricht abgehalten.
Im Jahre 1834 bestand Mönchsdorf / Klášterská Lhota aus 67 Häusern und hatte 442 Einwohner. Der größte Teil des Dorfes bildete eine Exklave der Herrschaft Jilemnice / Starkenbach. Neun Häuser mit 87 Einwohnern waren der Herrschaft Hohenelbe und ein Haus mit drei Einwohnern dem Gut Tschista untertänig. Auf der Elbe wurde eine Mühle betrieben.
Nach der Aufhebung der Patrimonialherrschaften bildete Mönchsdorf / Klášterská Lhota ab 1850 eine Gemeinde im Gerichtsbezirk Arnau bzw. im Bezirk Hohenelbe. Alternativ wurde bis 1921 auch der tschechische Name Klášterec verwendet. Mit der aufkommenden Industrialisierung, die jedoch das kleine Dorf im Elbtal nicht erreichte, erlosch im 19. Jahrhundert die Heimweberei. Ein Teil der Bewohner verdiente sich seinen Lebensunterhalt durch Lohnarbeit in den Flachsgarnspinnereien von Arnau und Proschwitz. 1869 entstand ein eigenes Schulhaus, das bereits 1887 erweitert werden musste. Die Eisenbahn zwischen Pelsdorf und Trautenau entstand in den Jahren 1868–1869 und nahm 1870 den Betrieb auf. Die Mühle wurde 1870 zur Holzschleiferei der Elbmühle in Arnau umgebaut. Im Laufe des 19. Jahrhunderts war das Dorf deutschsprachig geworden. Die Freiwillige Feuerwehr bildete sich 1893. Im Jahre 1909 entstand eine Ortsgruppe des Bundes der Deutschen. Im Jahre 1930 hatte die Gemeinde 386 Einwohner, 1939 waren es 398. Infolge des Münchner Abkommens wurde Mönchsdorf 1938 dem Deutschen Reich angeschlossen und gehörte bis 1945 zum Landkreis Hohenelbe. Nach dem Zweiten Weltkrieg kam der Ort zur Tschechoslowakei zurück und die deutsche Bevölkerung wurde vertrieben. Die neuen tschechischen Bewohner kamen größtenteils aus dem benachbarten Kalná oder waren Kriegsdienstverpflichtete, die zuvor in den Holzschleifereien um Lázně Bělohrad Arbeit leisten mussten. Nach der Aufhebung des Okres Vrchlabí wurde Klášterská Lhota mit Beginn des Jahres 1961 dem Okres Trutnov zugeordnet.

## Ortsgliederung
Für die Gemeinde Klášterská Lhota sind keine Ortsteile ausgewiesen. Zu Klášterská Lhota gehört die Einschicht Záseky.

## Sehenswürdigkeiten
- Kirche der hl. Dreifaltigkeit, der 1825 als kleine Kapelle errichtete Bau wurde zwischen 1903 und 1906 durch den Anbau eines Fachwerkschiffes im Empirestil erweitert.
- Kreuzweg um die Kirche, angelegt 1827